# Hans Engel (Produzent)
Hans Engel (* 8. Jänner 1897 in Wien, Österreich-Ungarn; † 27. Mai 1972) war ein österreichischer Filmproduzent, der für Filme aus den 1950er-Jahren steht.

## Biografie

### Die frühen Jahre
Engel begann seine berufliche Laufbahn als Filmvorführer des Pichler-Kinos (dem späteren Olympia-Kino) in Baden bei Wien, ehe er 1924 von der US-amerikanischen Filmgesellschaft United Artists als deren Firmenvertreter in Österreich eingestellt wurde. Nach 1930 wirkte Engel in derselben Funktion für eine weitere Hollywood-Firma, die Universal Studios. 1937 übernahm er zusammen mit Karl Zuckerberg die Star-Film GmH. 1945 wurde Hans Engel zum Direktor der Sascha-Film berufen, seit 1952 trat er als Produktionsleiter bzw. selbständiger Filmproduzent in Erscheinung.

### Als Filmproduzent
Engel trat 1955 mit dem Heimatfilmdrama Das Mädchen vom Pfarrhof von Alfred Lehner, in dem Waltraut Haas, Erich Auer und Franziska Kinz die Hauptrollen spielten, erstmals als Produzent in Erscheinung. Produktionsfirma war die Zenith-Filmproduktion Lehner & Co. (Wien). Mit Lehner und seiner Produktionsfirma arbeitete Engel auch in seinem nächsten Film, der Komödie Bademeister Spargel (1956), Hauptrollen Paul Hörbiger, Angelika Hauff und wiederum Franziska Kinz, erneut zusammen. Auch für Lehners Heimatfilm Die Magd von Heiligenblut (1956) mit Alice Graf in der Titelrolle sowie Erich Auer und Eduard Köck war Engel wiederum als Produzent tätig. In dem österreichisch-schweizerischen Heimatfilm Der König der Bernina (1957) war die Konstellation mit Lehner und der Zenith-Filmproduktion wiederum dieselbe. Ein Wiedersehen gab es mit Waltraut Haas, die neben Helmuth Schneider die Hauptrolle spielte. Erich Auer war ebenfalls mit von der Partie. Als letzter Film wird für Engel die Kriminalkomödie Wenn die Bombe platzt von E. W. Emo von 1958 gelistet. Die Hauptdarsteller waren Oskar Sima, Rudolf Platte, Hans Richter und Wera Frydtberg.
Lehners Karriere, mit dem Engel – bis auf seinen letzten Film – stets zusammengearbeitet hatte, neigte sich 1961 dem Ende zu, parallel dazu trat auch Engel nicht mehr in Erscheinung.

## Filmografie (Auswahl)
- 1955: Das Mädchen vom Pfarrhof
- 1956: Bademeister Spargel
- 1956: Die Magd von Heiligenblut
- 1957: Der König der Bernina
- 1958: Wenn die Bombe platzt